# جان باتيست برلنت
جان باتيست برلنت (بالفرنسية: Jean-Baptiste Perlant)‏ مواليد 22 فبراير 1977 في بوردو، هو لاعب كرة مضرب فرنسي سابق بدأ مسيرته كمحترف سنة 1996 وكان يلعب باليد اليمنى. أعلى تصنيف له في الفردي كان المركز الـ 136 في سنة 1998. أعلى تصنيف له في الزوجي كان المركز الـ 384 في سنة 2007.

## النهائيات

### الزوجي: (1)
| الرقم | السنة | الدورة            | الأرضية | الشريك       | المنافس في النهائي            | النتيجة في النهائي |
| ----- | ----- | ----------------- | ------- | ------------ | ----------------------------- | ------------------ |
| 1.    | 2007  | سانت بريوك، فرنسا | ترابية  | كزافييه بوجو | جان-كريستوف فورل جيروم هاهنيل | 2–6, 6–2, [10–7]   |

## روابط خارجية
- جان باتيست برلنت على موقع رابطة محترفي التنس (الإنجليزية)
- جان باتيست برلنت على موقع الاتحاد الدولي لكرة المضرب (الإنجليزية)
- جان باتيست برلنت على موقع خلاصة التنس.كوم (الإنجليزية)